# هيدروكسي التيروسول
هيدروكسي التيروسول هو مادة كيميائية نباتية لها الصيغة C8H10O3، وتوجد في الشروط القياسية على شكل سائل أصفر اللون.
تتمتع هذه المادة بخواص مضادة للتأكسد خارج الحيوية.

## الوفرة
يوجد هيدروكسي التيروسول في ورق شجر الزيتون وفي زيت الزيتون.

## الخواص
في الشروط القياسية يكون هيدروكسي التيروسول على شكل سائل أصفر، عديم الرائحة. لمركب هيدروكسي التيروسول خواص مضادة للتأكسد؛ حيث يقي من الإجهاد التأكسدي في كافة خلايا الجسم بشكل عام، وفي خلايا الكبد، وخلايا الدم.
وجدت دراسة أن أيونات الحديد الثنائي تقوم بدور حفاز أثناء معالجة الزيتون الأسود في مرحلة التعليب، بحيث يتحول المركب إلى غلوكونات الحديد الثنائي. وجدت إحدى الدراسات على الجرذان أن مستوى عدم ظهور أثر ضائر (NOAEL) لهيدروكسي التيروسول يبلغ 250 مغ/كغ/اليوم؛ في حين أن المستوى الأدنى لظهور أثر ضائر (LOAEL) لهذا المركب يبلغ 500 مغ/كغ/اليوم.